# Droga wojewódzka 629
Die Droga wojewódzka 629 (DW 629) ist eine zwölf Kilometer lange Droga wojewódzka (Woiwodschaftsstraße) in der polnischen Woiwodschaft Masowien, die Warszawa mit Marki verbindet. Die Strecke liegt in der kreisfreien Stadt Warszawa und der Powiat Wołomiński.

## Streckenverlauf
Woiwodschaft Masowien, Kreisfreie Stadt Warszawa
-  Warszawa (Warschau) (A 2, S 2, S 79, DK 2, DK 7, DK 8, DK 17, DK 61, DK 79, DW 580, DW 631, DW 633, DW 634, DW 706, DW 711, DW 717, DW 719, DW 724, DW 801, DW 898)

Woiwodschaft Masowien, Powiat Wołomiński
-  Marki (S 8, DK 8, DW 631, DW 632)